# Sarah T. Hughes
Sarah Tilghman Hughes (* 2. August 1896 in Baltimore, Maryland; † 23. April 1985; geboren als Sarah Tilghman) war eine US-amerikanische Juristin und Politikerin.

## Leben

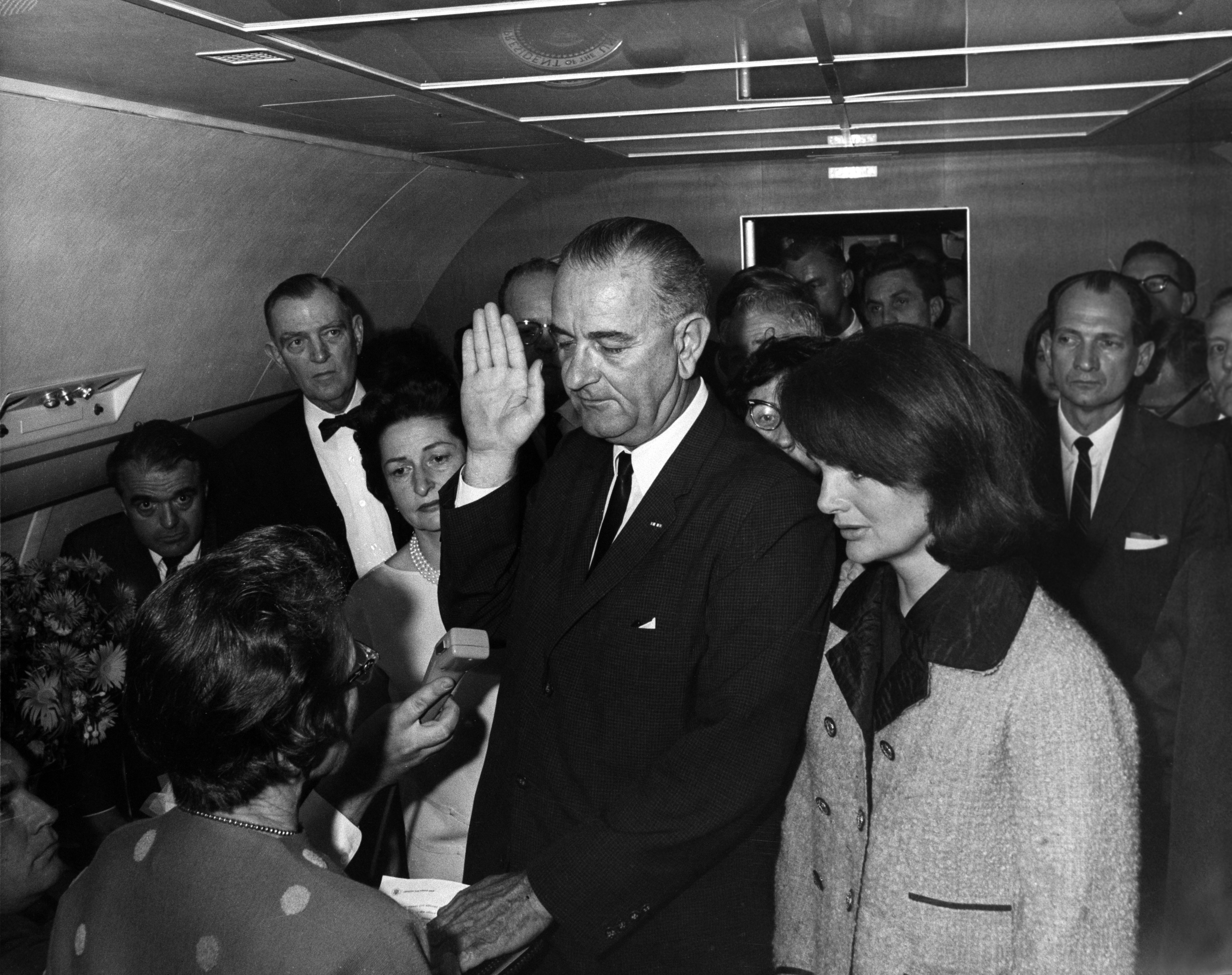
Die Vereidigung von Lyndon B. Johnson durch Sarah T. Hughes (vorn links) am 22. November 1963

Hughes besuchte das Goucher College, eine Mädchenschule in Baltimore, und unterrichtete anschließend zwei Jahre am Mädcheninternat Salem Academy in Winston-Salem. Ab 1919 studierte sie Rechtswissenschaften an der George Washington University Law School in Washington, D.C. Mit ihrem Ehemann George Hughes († 1964), den sie während ihres Studiums kennenlernte, zog sie 1922 nach Dallas, wo sie als Anwältin tätig war.
Als Mitglied der Demokratischen Partei gehörte Hughes dem Repräsentantenhaus von Texas von der 42. bis zur 44. Legislaturperiode (1931–1935) an. Anschließend ernannte Gouverneur James Allred sie zur Richterin am Fourteenth District Court in Dallas; sie war der erste weibliche Bezirksrichter in Texas. Das Amt übte sie von 1935 bis 1960 aus. In dieser Zeit bewarb sie sich 1946 erfolglos für einen Sitz im Repräsentantenhaus der Vereinigten Staaten. Außerdem wurde sie bei der Democratic National Convention 1952 auf die Kandidatenliste für das Amt des Vizepräsidenten gesetzt, jedoch zog sie die Nominierung bereits vor der Abstimmung wieder zurück.
Präsident John F. Kennedy ernannte sie 1961 – als erste Frau in Texas – zur Bundesrichterin (am United States District Court for the Northern District of Texas). Nach Kennedys Ermordung am 22. November 1963 vereidigte sie dessen Nachfolger Lyndon B. Johnson an Bord der Air Force One – eine Aufgabe, die traditionell dem Chief Justice of the United States zufällt.
Dem District Court gehörte Hughes noch bis 1975 als aktive Richterin an, danach war sie bis 1982 als Richterin mit senior status tätig. Zu den bekannteren Fällen, an denen sie als Bundesrichterin beteiligt war, gehören Roe v. Wade (1970) und Taylor v. Sterrett (1972).